# Krasnolissia
Krasnolissia (ukr. Краснолісся, ros. Краснолесье, Krasnolesje) – wieś na Ukrainie, w Autonomicznej Republice Krymu (de iure stanowiącej integralną część państwa ukraińskiego, w 2014 anektowanej przez Rosję i odtąd funkcjonującej jako Republika Krymu), w rejonie symferopolskim. W 2001 liczyła 1134 mieszkańców, wśród których 73 wskazało jako ojczysty język ukraiński, 775 rosyjski, 254 krymskotatarski, 1 białoruski, 15 ormiański, a 16 inny. Według spisu ludności przeprowadzonego przez okupacyjne władze rosyjskie populacja wsi w 2014 wynosiła 1061 osób.